# La Vierge et l'Enfant entourés de cinq anges
La Vierge et l'Enfant entourés de cinq anges est un tableau par le peintre florentin Sandro Botticelli réalisé vers 1470. Cette tempera sur bois est une Vierge à l'Enfant qui représente Marie et Jésus tenant une grenade devant cinq anges portant des boutons de roses et du lys. Elle est conservée au musée du Louvre, à Paris, en France.